# Евріклея
Евріклея (грец. Ευρύκλεια) — годувальниця Одіссея. Коли останній повернувся з Троянської війни, вона його впізнала за шрамом на нозі.